# Operator (matematică)
În matematică, un operator este în general o aplicație sau funcție care acționează asupra elementelor unui spațiu pentru a produce elemente ale altui spațiu (posibil același spațiu, uneori fiind necesar să fie același spațiu). Nu există o definiție generală a unui operator, dar termenul este adesea folosit în loc de funcție atunci când domeniul este o mulțime de funcții sau alte obiecte structurate. De asemenea, domeniul unui operator este adesea dificil de caracterizat în mod explicit (de exemplu în cazul unui operator de integrare) și poate fi extins la obiecte conexe (un operator care acționează asupra funcțiilor poate acționa și asupra ecuațiilor diferențiale ale căror soluții sunt funcțiile). 
Cei mai simpli operatori (într-un anumit sens) sunt transformările liniare, care acționează pe spațiile vectoriale. Totuși, atunci când se utilizează termenul de „operator liniar” în loc de „transformare liniară” (sau „aplicație liniară”), matematicienii înțeleg acțiuni pe spații vectoriale ale funcțiilor care conservă și alte proprietăți, cum ar fi continuitatea. De exemplu derivarea și integrarea sunt operatori liniari; operatorii care sunt construiți din aceștia se numesc operatori diferențiali, operatori integrali sau operatori integro-diferențiali.
Termenul de operator este utilizat și pentru a indica simbolul unei operații matematice, inclusiv pentru operații unare. Acest lucru este legat de sensul de „operator” din programarea calculatoarelor.

## Operatori liniari
Cel mai comun tip de operator întâlnit sunt operatorii liniari. Fie U și V spații vectoriale pe un corp K. O aplicație A: U → V este liniară dacă
{\displaystyle A(\alpha \mathbf {x} +\beta \mathbf {y} )=\alpha A\mathbf {x} +\beta A\mathbf {y} }
pentru orice x, y din U și pentru orice α, β din K. Aceasta înseamnă că un operator liniar conservă operațiile din spațiul vectorial în sensul că nu contează dacă se aplică operatorul liniar înainte sau după operațiile de adunare și înmulțire scalară. În termeni mai tehnici, operatorii liniari sunt morfisme între spațiile vectoriale.
În cazul finit dimensional operatorii liniari pot fi reprezentați prin matrici în felul următor. Fie {\displaystyle K} un corp și {\displaystyle U} și {\displaystyle V} spații vectoriale finit dimensionale pe {\displaystyle K}. Se aleg bazele {\displaystyle \mathbf {u} _{1},\ldots ,\mathbf {u} _{n}} din {\displaystyle U} și {\displaystyle \mathbf {v} _{1},\ldots ,\mathbf {v} _{m}} din {\displaystyle V}. Fie {\displaystyle \mathbf {x} =x^{i}\mathbf {u} _{i}} un vector arbitrar în {\displaystyle U} (folosind notația Einstein⁠(d)) și {\displaystyle A:U\to V} un operator liniar. Atunci
{\displaystyle A\mathbf {x} =x^{i}A\mathbf {u} _{i}=x^{i}(A\mathbf {u} _{i})^{j}\mathbf {v} _{j}}.
Atunci {\displaystyle a_{i}^{j}=(A\mathbf {u} _{i})^{j}\in K} este matricea operatorului {\displaystyle A} pentru baza respectivă. {\displaystyle a_{i}^{j}} nu depinde de alegerea {\displaystyle x}, iar {\displaystyle A\mathbf {x} =\mathbf {y} } dacă {\displaystyle a_{i}^{j}x^{i}=y^{j}}. Astfel în baza dată matricea n × m este în corespondență biunivocă cu operatorii liniari pe {\displaystyle U} la {\displaystyle V}.
Conceptele importante legate în mod direct de operatori între spațiile vectoriale finit dimensionale sunt cele de rang, determinant, operator invers și vectori și valori proprii.
Operatorii liniari joacă un rol important și în cazul infinit dimensional. Conceptele de rang și determinant nu pot fi extinse la matrici cu dimensiuni infinite. Acesta este motivul pentru care se folosesc tehnici foarte diferite atunci când se studiază operatorii liniari (și operatorii în general) în cazul infinit dimensional. Studiul operatorilor liniari în cazul infinit dimensional este cunoscut sub numele de analiză funcțională (denumită așa deoarece diferite clase de funcții formează exemple interesante de spații vectoriale infinit dimensionale).
Spațiul șirurilor de numere reale, sau, mai general, șiruri de vectori din orice spațiu vectorial, formează ele însele un spațiu vectorial infinit dimensional. Cele mai importante cazuri sunt șirurile de numere reale sau complexe, iar aceste spații, împreună cu subspațiile liniare, sunt cunoscute sub numele de spații de șiruri. Operatorii din aceste spații sunt cunoscuți drept transformări de șiruri.
Operatorii liniari mărginiți pe spațiul Banach formează o algebră Banach în raport cu norma operatorului standard. Teoria algebrelor Banach dezvoltă un concept foarte general al spectrelor⁠(d) care generalizează elegant teoria spațiilor de vectori și valori proprii.

## Operatori mărginiți
Fie U și V două spații vectoriale pe același corp ordonat (de exemplu {\displaystyle \mathbf {R} }) echipate cu norme. Atunci un operator liniar operator pe U la V se spune că este mărginit⁠(d) dacă există C > 0 astfel încât
{\displaystyle \|A\mathbf {x} \|_{V}\leq C\|\mathbf {x} \|_{U}}
pentru orice x din U.
Operatorii mărginiți formează un spațiu vectorial. Pe acest spațiu vectorial se poate introduce o normă care este compatibilă cu normele U și V:
{\displaystyle \|A\|=\inf\{C:\|A\mathbf {x} \|_{V}\leq C\|\mathbf {x} \|_{U}\}}.
În cazul operatorilor pe U la sine însuși, se poate arăta că
{\displaystyle \|AB\|\leq \|A\|\cdot \|B\|}.
Orice algebră normată unitală cu această proprietate se numește algebră Banach. Este posibil să se generalizeze teoria spectrală la astfel de algebre. C*-algebrele⁠(d), care sunt algebre Banach cu o structură suplimentară, joacă un rol important în mecanica cuantică.

## Exemple

### Geometrie
În geometrie sunt uneori studiate structuri suplimentare de spații vectoriale. Operatorii care aplică astfel de spații vectoriale în mod bijectiv sunt foarte utili în aceste studii, ei formează în mod natural grupuri față de compunere.
De exemplu, operatorii bijectivi care conservă structura unui spațiu vectorial sunt tocmai operatorii liniari inversabili. Ei formează grupul liniar general față de compunere. Ei nu formează un spațiu vectorial față de operatorii de adunare, de exemplu. atât id, cât și −id sunt inversabili (bijectivi), dar suma lor, 0, nu este.
Operatorii care conservă metrica euclidiană pe un astfel de spațiu formează grupul de izometrie, iar cei care fixează originea formează un subgrup cunoscut sub numele de grupul ortogonal. Operatorii din grupul ortogonal care conservă și orientarea tuplurilor vectoriale formează grupul ortogonal special sau grupul de rotații.

### Teoria probabilităților
De asemenea, operatorii sunt implicați în teoria probabilităților, cum ar fi speranța matematică, varianța și covarianța. Într-adevăr, orice covarianță este în esență un produs scalar; orice varianță este un produs scalar al unui vector cu el însuși și, prin urmare, este o normă pătratică; orice abatere standard este o normă (rădăcină pătrată a normei pătratice); cosinusul corespunzător acestui produs scalar este coeficientul de corelație Pearson⁠(d). Speranța matematică este practic un operator integral (utilizat pentru măsurarea formelor ponderate în spațiu).

### Calculul diferențial și integral
Din punctul de vedere al analizei funcționale calculul diferențial și integral este studiul a doi operatori liniari: operatorul diferențial {\displaystyle {\frac {\mathrm {d} }{\mathrm {d} t}}} și operatorul Volterra (operator integral) {\displaystyle \int _{0}^{t}}.

#### Seriile Fourier și transformata Fourier
Transformata Fourier este utilă în matematica aplicată, în special în fizică și procesarea semnalelor. Este un alt operator integral; este util mai ales pentru că convertește o funcție pe un domeniu (temporal) într-o funcție pe un alt domeniu (de frecvență), într-un mod eficient inversabil. Nu se pierd informații, deoarece există un operator de transformare inversă. În cazul simplu al funcțiilor periodice acest rezultat se bazează pe teorema că orice funcție periodică continuă poate fi reprezentată ca suma unei serii de unde sinusoidale și cosinusoidale:
{\displaystyle f(t)={a_{0} \over 2}+\sum _{n=1}^{\infty }{a_{n}\cos(\omega nt)+b_{n}\sin(\omega nt)}}
Tuplul (a0, a1, b1, a2, b2, …) este de fapt un element dintr-un spațiu vectorial infinit dimensional ℓ 2, și astfel seria Fourier este un operator liniar.
Pentru o funcție generală R → C, transformarea ia o formă integrală:
{\displaystyle f(t)={1 \over {\sqrt {2\pi }}}\int _{-\infty }^{+\infty }{g(\omega )e^{i\omega t}\,d\omega }.}

#### Transformata Laplace
Transformata Laplace este alt operator integral, implicat în simplificarea procesului de rezolvare a ecuațiilor diferențiale.
Pentru f = f(s), este definit drept:
{\displaystyle F(s)={\mathcal {L}}\{f\}(s)=\int _{0}^{\infty }e^{-st}f(t)\,dt.}

### Operatori fundamentali pe câmpuri scalare și vectoriale
Trei operatori sunt elemente cheie pentru calculul vectorial:
- Grad (gradientul), (cu simbolul operatorului {\displaystyle \nabla }) atribuie un vector în fiecare punct al unui câmp scalar, care indică în direcția celei mai mari viteze de schimbare a acelui câmp și a cărui normă (modul) măsoară valoarea absolută a acelei viteze de schimbare.
- Div (divergența), (cu simbolul operatorului {\displaystyle \nabla \cdot }) este un operator vectorial care măsoară divergența sau convergența câmpului într-un anume punct.
- Rot (rotorul), (cu simbolul operatorului {\displaystyle \nabla \times }) este un operator vectorial care măsoară tendința de rotație a câmpului vectorial într-un punct.

Ca o extensie a operatorilor de calcul vectorial în fizică, inginerie și spații tensoriale, operatorii grad, div și rot sunt adesea asociați cu calculul tensorial, precum și cu calculul vectorial.